# MC-ordonnans

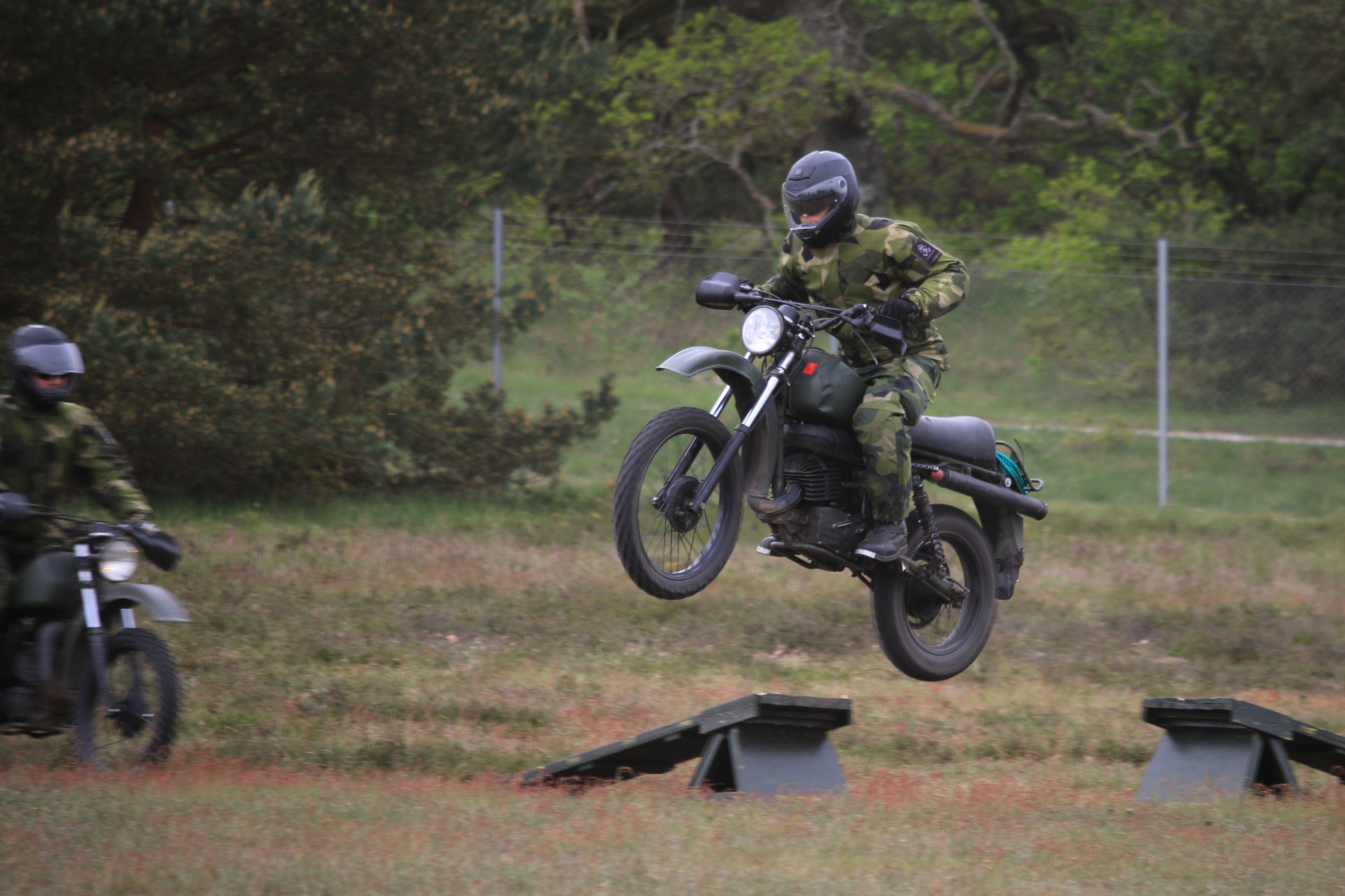
FMCK-ordonnans på Motorcykel 258

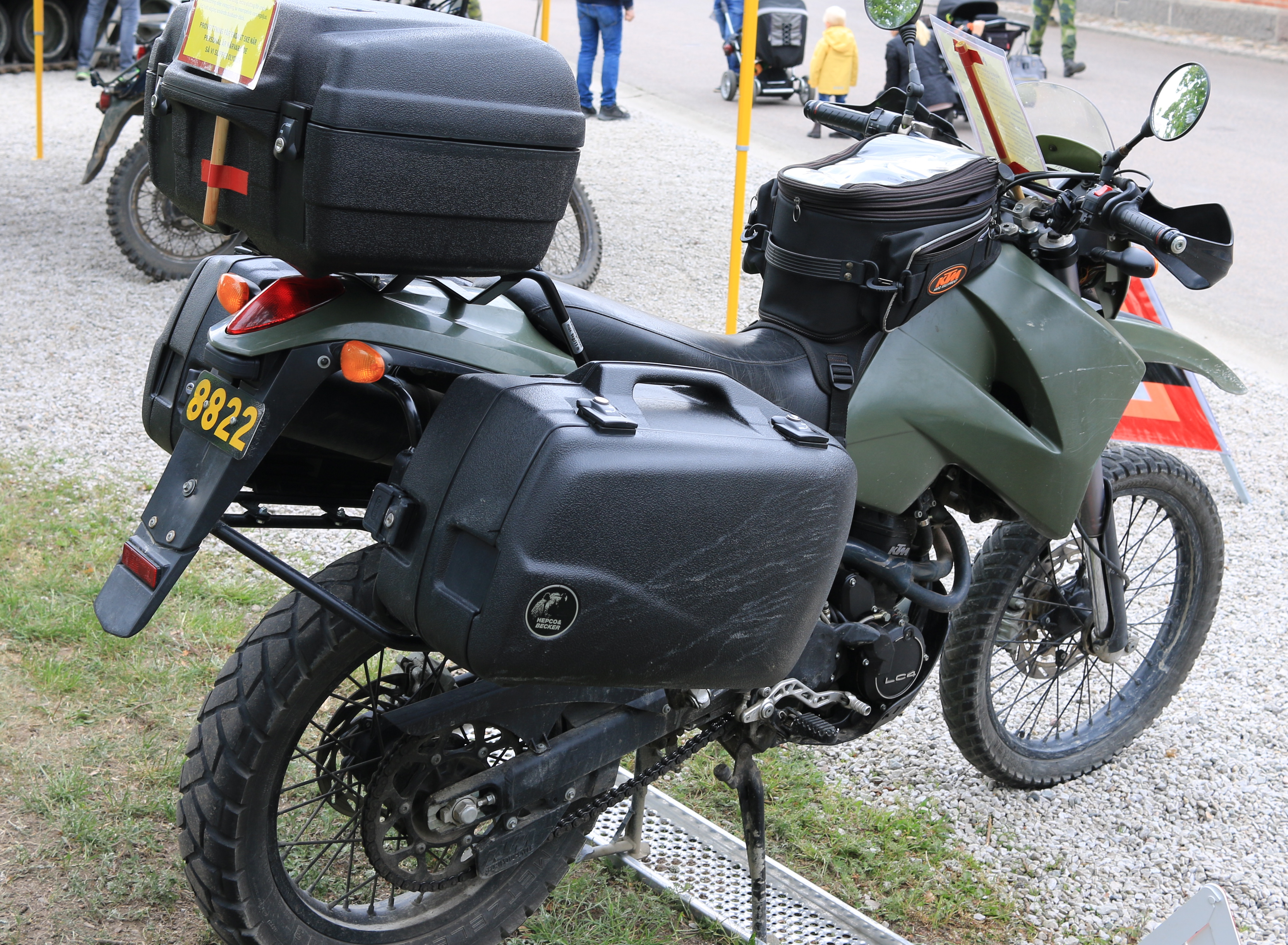
Motorcykel 409

MC-ordonnans är en kurir som använder motorcykel som fortskaffningsmedel. 

## Historik
Inom den brittiska armén användes mc-ordonnanser redan under första världskriget. Ordonnanserna var ursprungligen frivilliga, och många tog med sin egen motorcykel.

## MC-ordonnanser i Sverige
Dagens svenska mc-ordonnanser tjänstgör till stor del i Hemvärnet. Mc-ordonnanserna i Hemvärnet används även för trafiktjänst och rekognosering samt i vissa förband spaning. Med spaning avses här spaning mot fientlig verksamhet. I övriga delar av försvaret förekommer mer traditionella mc-ordonnanser med uppgifter som att köra meddelanden och persontransporter.
Inom Försvarsmaktens transportledningstjänst används termen trafiksoldat. En trafiksoldat har mer trafikutbildning än en vanlig mc-ordonnans, även om många mc-ordonnanser tilläggsutbildas till trafikpost. Såväl trafiksoldaten som trafikposten kan dirigera trafik. Trafikpostens/soldatens anvisningar gäller på samma sätt som polismans anvisningar, men endast för militära förband.
Hemvärnets mc-ordonnanser kör motorcykel 258. Denna motorcykeln är lämplig för såväl terräng som väg, och körs vintertid med skidor som sitter fast på motorcykeln. Varje hemvärnsbataljon och hemvärnskompani har ett antal mc-ordonnanser. De är numera beväpnade med pistol m/88.
Trafiksoldater inom movconpluton och Hemvärnets trafikplutoner använder mc 409. Denna mer moderna motorcykel har bättre vägegenskaper än den äldre MC 258 men är i princip inte terränggående, och ej heller lämplig för vinterbruk.
Övriga mc-ordonnanser inom Försvarsmakten kör antingen motorcykel 409 eller motorcykel 810.
I Sverige startades Frivilliga Motorcykelkåren, den 9 juni 1929 på initiativ av dåvarande löjtnanten vid I 2, Stig Hasselrot. År 1938 blev FMCK frivillig försvarsorganisation, och fick till uppgift, och anslag för, att utbilda och öva motorcykelförare för det militära försvaret.